# Mori Hanae
Mori Hanae (森英恵; Hepburn: Hanae Mori; Josika, 1926. január 8. – Tokió, 2022. augusztus 11.) nyugaton csak Hanae Mori márkanéven ismert japán divattervezőnő.
Jellegzetes, a nyugati és keleti ízlést vegyítő estélyi ruhái az 1960-as évek óta hódítottak Európában és Amerikában, de tervezett jelmezeket és kosztümöket is, például Ozu Jaszudzsirónak. Coco Chanelnél tanult, máig egyetlen japánként beválasztották a divattervezõk „elnökségébe”, a Chambre Syndicale de la Haute Couture-be, megkapta a Neiman Marcus-díjat, a francia Becsületrendet, és 1996-ban a japán Kultúra-rendet is. Pillangós márkajelű cégének Tange Kenzó tervezte központja a tokiói Omoteszandó sugárúton állt 2010-ig, akkor lebontották. Mori Hanae visszavonult, de a nevével fémjelzett divat- és illatszerbutikok ma is megtalálhatók Tokió-szerte.